# پلک پیبونسونگکرام
پلک پیبونسونگکرام (به انگلیسی: Plaek Phibunsongkhram) بیشتر به عنوان فیبون شناخته می‌شود (زاده ۱۴ ژوئیه ۱۸۹۷ – درگذشته ۱۱ ژوئن ۱۹۶۴) سیاستمدار دیکتاتور و نظامی ارشد اهل تایلند بود.
وی از سال ۱۹۳۸ تا ۱۹۴۴ و ۱۹۴۸ تا ۱۹۵۷ نخست‌وزیر تایلند بوده‌است، وی همچنین وزیر دفاع، وزیر امورخارجه، وزیر کشاورزی و تعاون، وزیر فرهنگ، وزیر بازرگانی، وزیر کشور و وزیر آموزش تایلند بوده.

## نگارخانه

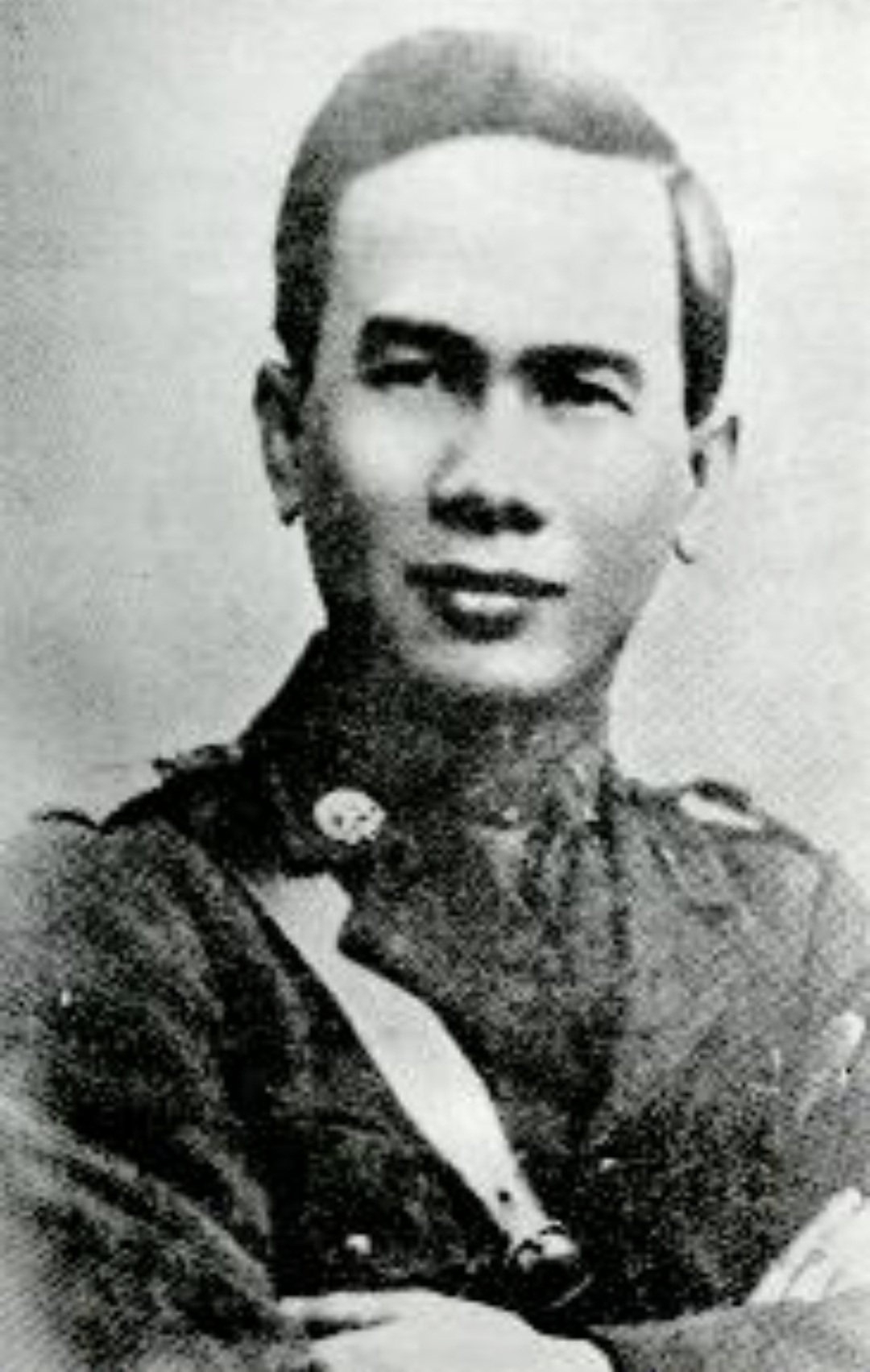
جوانی
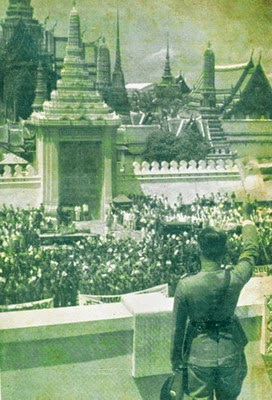
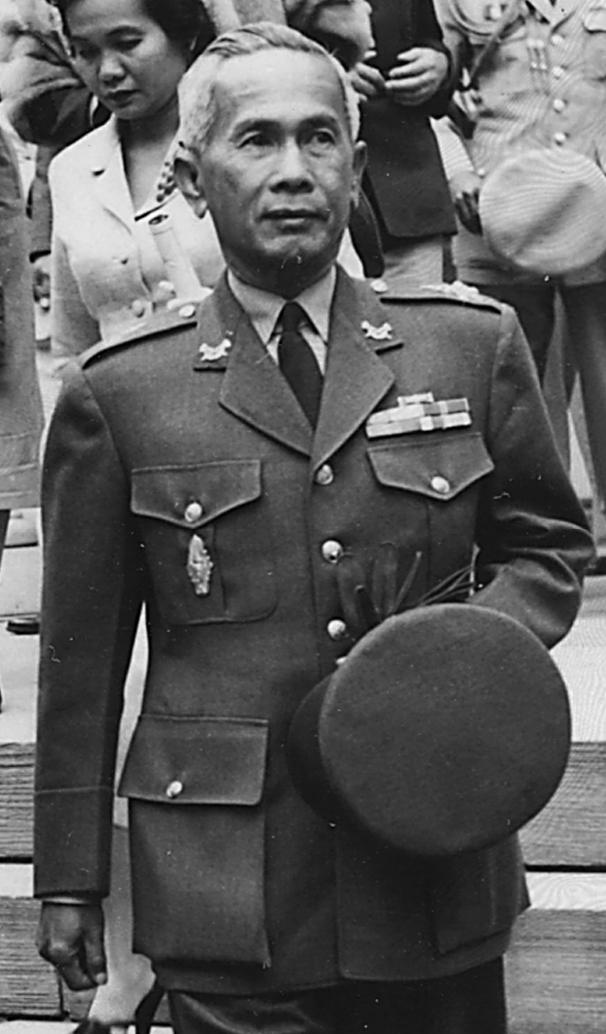